# Art Buchwald

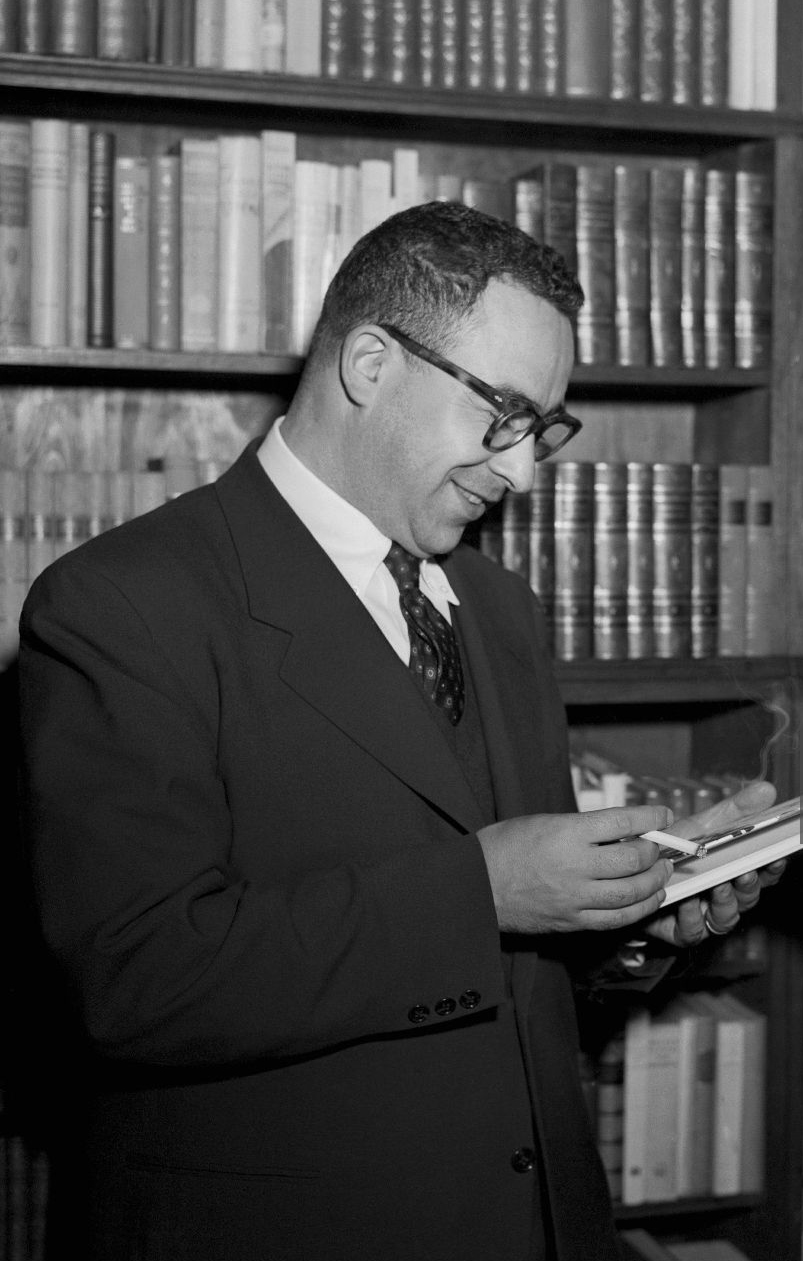
1953

Arthur ”Art” Buchwald (Mount Vernon (New York), 20 oktober 1925 - Washington D.C., 17 januari 2007) was een Amerikaanse columnist die bekend is geworden door zijn langlopende column in de Washington Post. Zijn columns waren meestal gericht op politieke satire en commentaar. Buchwald ontving de Pulitzer-prijs voor Outstanding Commentary in 1982. In 1986 werd hij uitgekozen om plaats te nemen in de American Academy and Institute of Arts and Letters.
Art Buchwald overleed op 81-jarige leeftijd aan de gevolgen van nierfalen.